# 格雷邊島
格雷邊島是俄羅斯的島嶼，屬於北地群島的一部分，位於共青團員島東南面，由克拉斯諾亞爾斯克邊疆區負責管轄，長2.2公里、寬1.1公里，最高點海拔高度39米，島上無人居住。